# 淡路島バーガー
淡路島バーガー（あわじしまバーガー）
- 兵庫県の淡路島で販売されているご当地バーガー - #淡路島バーガー (淡路島) 参照
- 兵庫県西宮市で販売されているハンバーガー - #淡路島バーガー (西宮市) 参照

## 淡路島バーガー (淡路島)

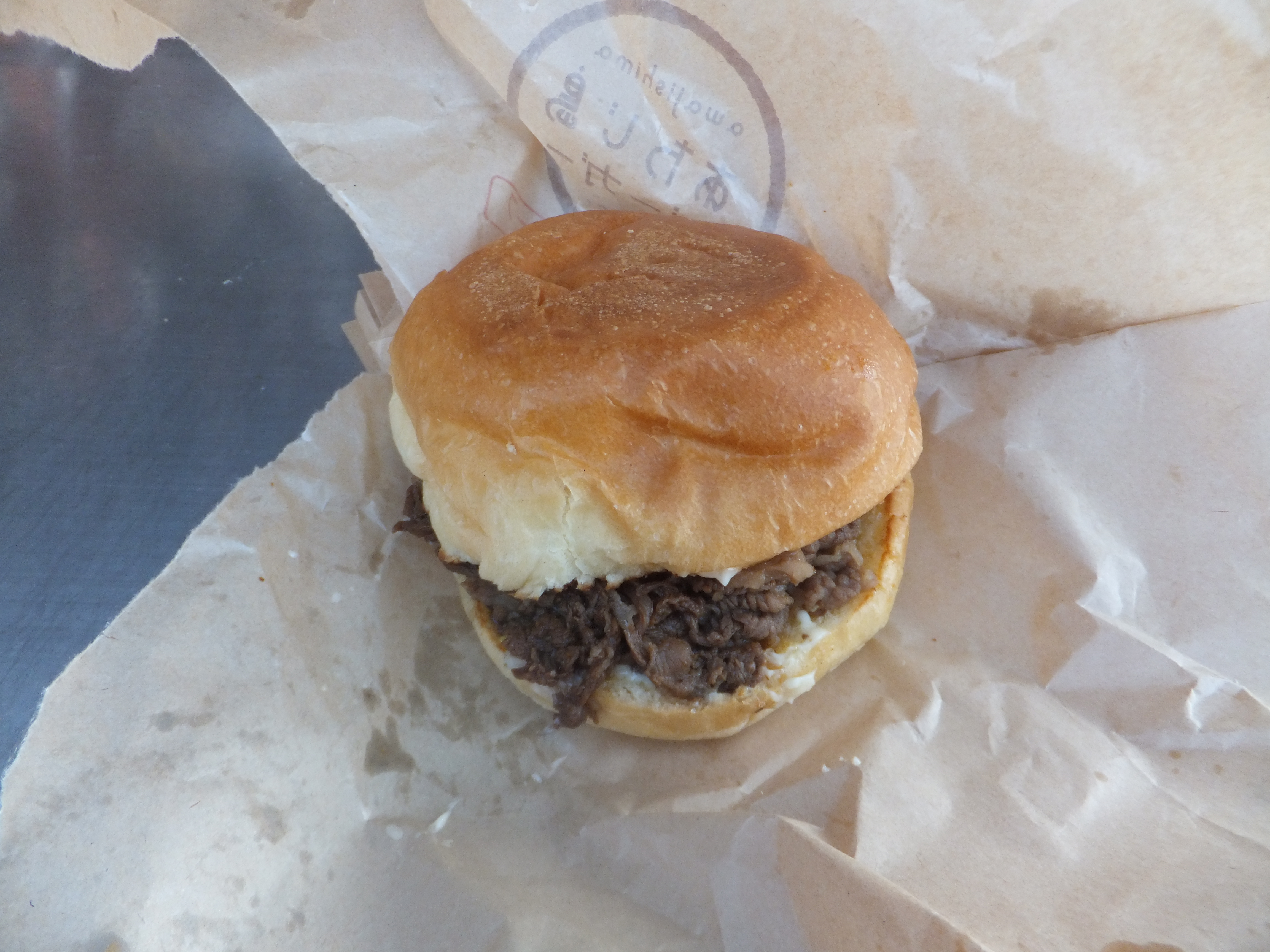
淡路島バーガーの一種である淡路ビーフバーガー
道の駅うずしおで撮影

淡路島バーガー（あわじしまバーガー）は淡路島のご当地バーガー。個別の商品は「淡路ハーブバーガー」「あわじ島バーガー」「淡路牛バーガー」など。淡路島牛丼や淡路島ぬーどるなどと同様に、淡路島産のタマネギや淡路ビーフのような地元食材を用いたハンバーガーを住民が提案し、行政や観光協会、商工会議所などが連携してイベントなどでアピールしている。
道の駅うずしおで2011年10月から販売されている「オニオンビーフバーガー」が、同年10月に開催されたとっとりバーガーフェスタに「あわじ島バーガー」として出品され、全国3位となった。また、淡路ビーフと知られている牛肉ではなく、特産品であるがあまり知られていないイノブタを用いたものもあり、淡路島島内の第6回創作料理コンテストで優秀賞を獲得している。

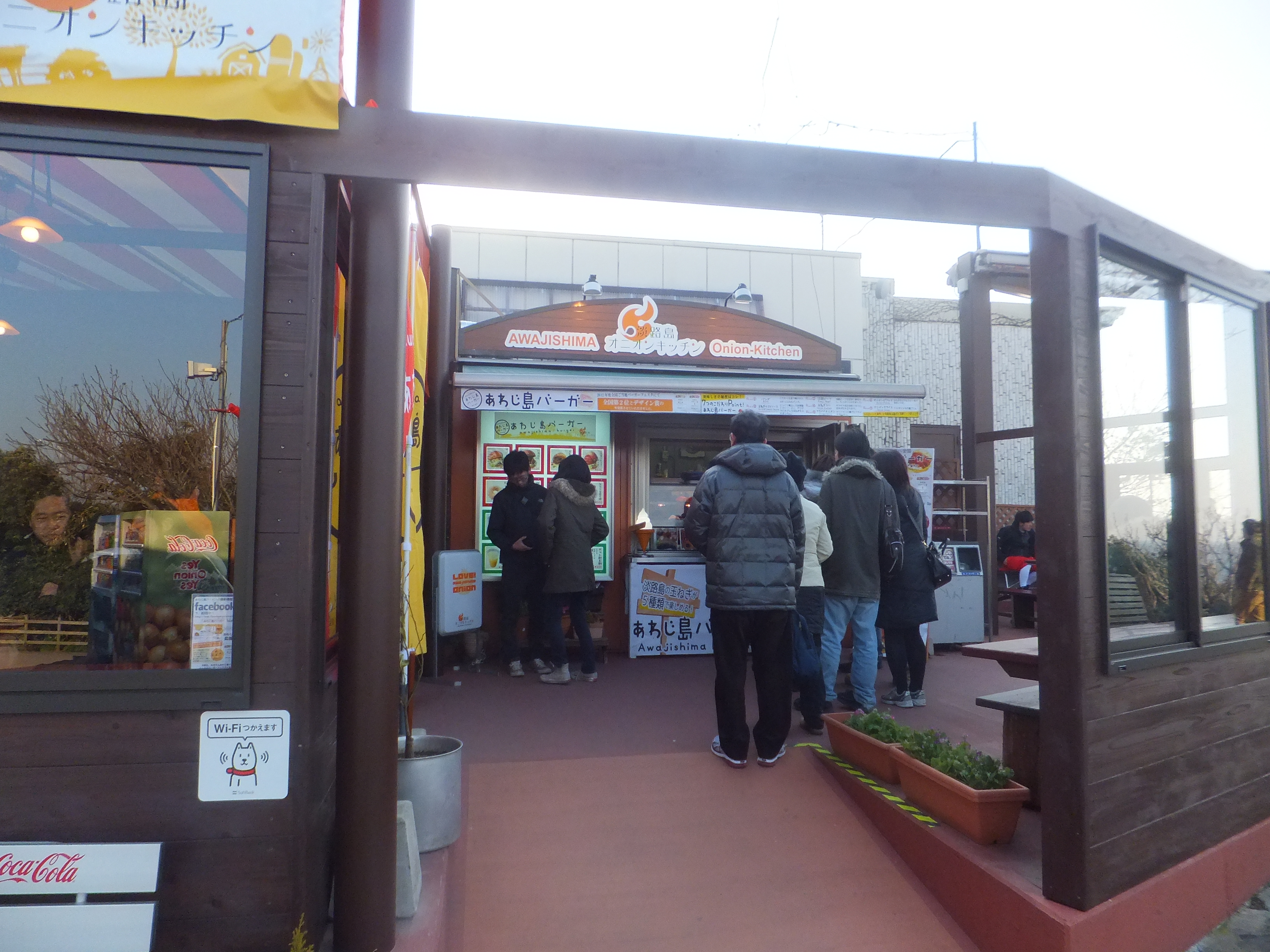
道の駅うずしおの淡路島バーガーの販売店
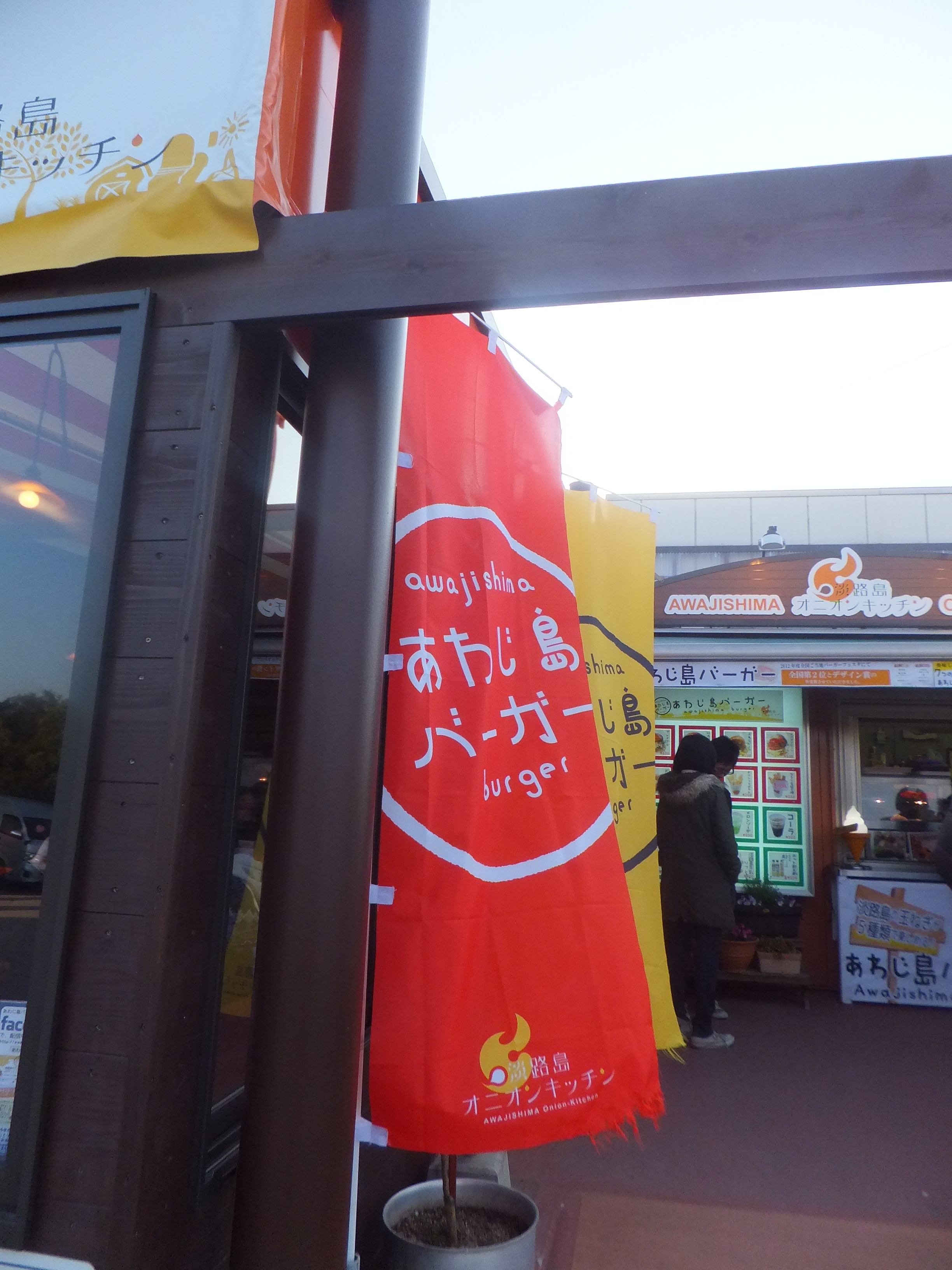
道の駅うずしおの淡路島バーガーの幟
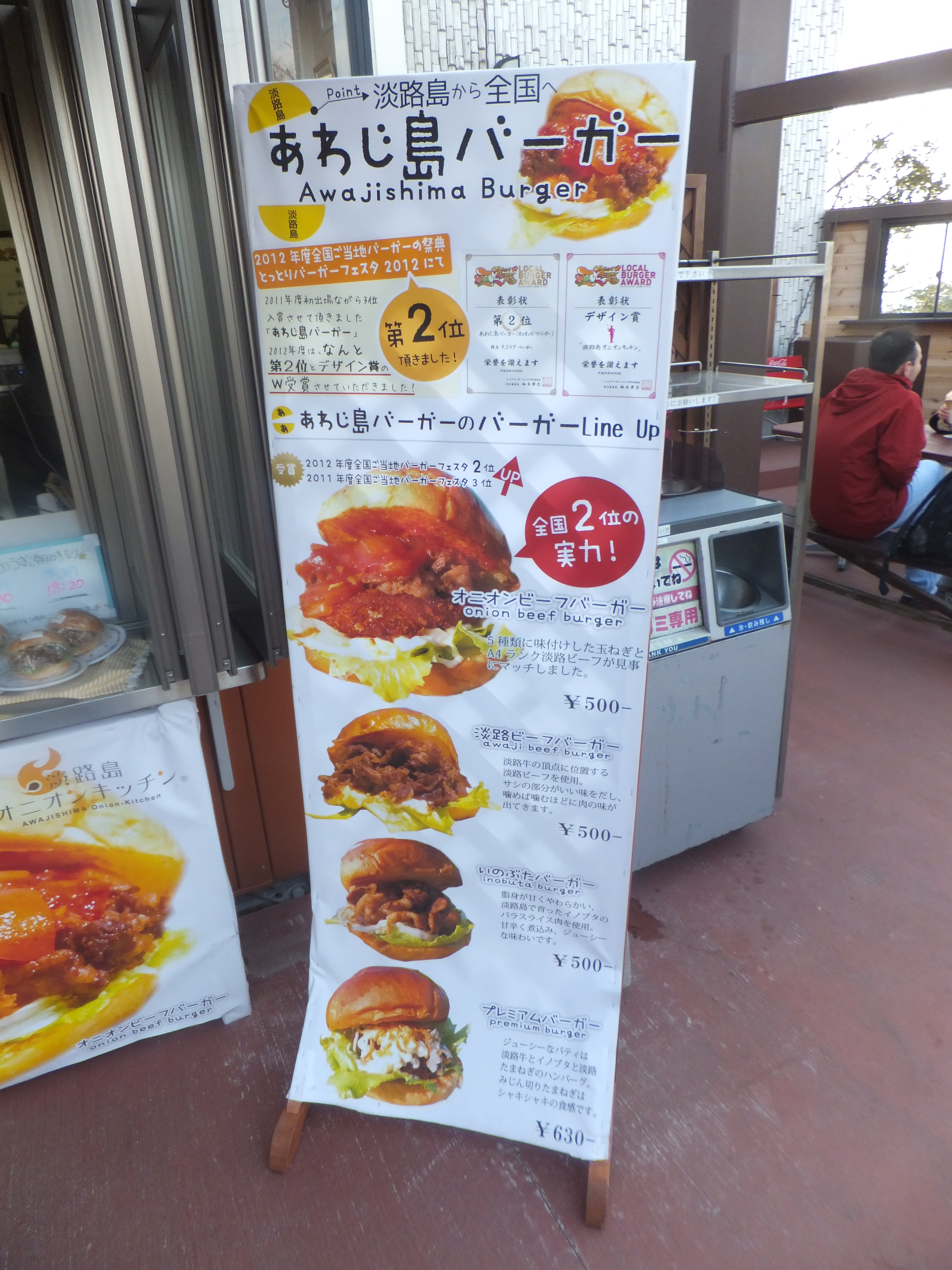
道の駅うずしおの淡路島バーガーのメニューには多くの種類がある

## 淡路島バーガー (西宮市)
淡路島バーガー（あわじしまバーガー）は兵庫県西宮市にある淡路屋が販売しているハンバーガー。ビーフパティやタマネギなどに、主に淡路島産の食材を使っている。店主は淡路島出身ではないが、家業でしばしば淡路島を訪れており、淡路島の食材のおいしさに魅了されていたが、もともと趣味で作っていたハンバーガーが淡路島産の材料でまかなえることに気付き、2007年にハンバーガー店を開店した。淡路島でも披露され、しばしばテレビ番組でも紹介されるなど話題となっている。